# Sepiola parva
Sepiola parva е вид главоного от семейство Sepiolidae. Видът не е застрашен от изчезване.

## Разпространение и местообитание
Разпространен е в Провинции в КНР, Тайван, Филипини и Япония (Кюшу, Рюкю, Хоншу и Шикоку).
Среща се на дълбочина от 3,5 до 6 m, при температура на водата от 27,2 до 27,3 °C и соленост 34,3 ‰.